# Međa (Leskovac)
Međa je naselje u gradu Leskovcu, Jablanički upravni okrug, Srbija. Prema popisu iz 2022. godine u Međi je živjelo 729 stanovnika.